# Awaren (Kaukasus)

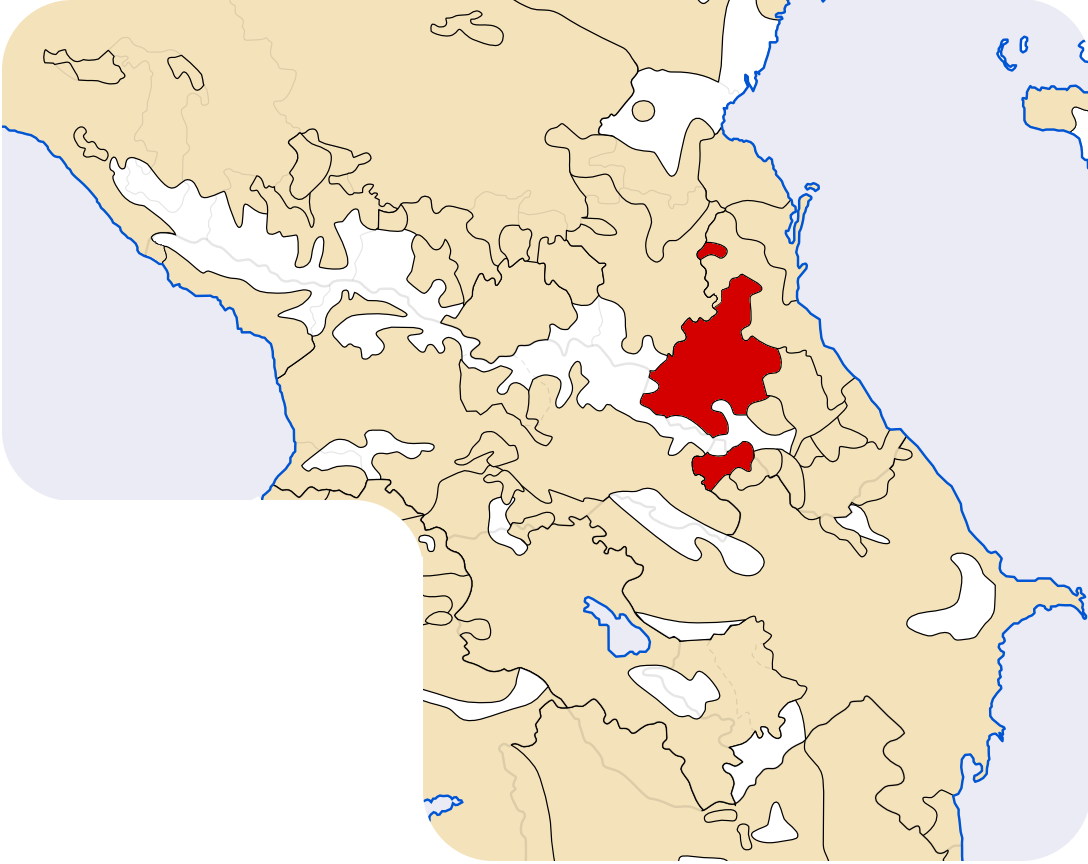
Hauptsiedlungsgebiete der Awaren mit ando-awaro-didoischen Sprachen in Kaukasien.

Die Awaren, auch Neu-Awaren genannt, (Eigenbezeichnung Awaral und Ma'arulal, „Awaren“, „Bergvolk“) sind ein Volk im Kaukasus, das ca. eine Million Menschen umfasst. In der russischen Republik Dagestan stellen sie mit 28 % die größte und auch einflussreichste Bevölkerungsgruppe. Sie leben vorwiegend im südwestlichen, gebirgigen Landesteil. Eine Minderheit lebt im Nordwesten Aserbaidschans und ungefähr 20 Siedlungen befinden sich in der Türkei.
Die Awaren sind ungefähr seit dem 11. bis 16. Jahrhundert sunnitische Muslime (schafiitisch) und waren zuvor meist christlich-orthodox.
Bekannt wurde vor allem der Aware Imam Schamil, der im 19. Jahrhundert einen langjährigen Aufstand gegen die russische Besatzung führte.

## Bevölkerungszahl
Nach der russischen Volkszählung 2010 lebten damals 850.011 Awaren in Dagestan und 48.184 Menschen, die sich nach den Awaren nahestehenden Sprachen benannten. In ganz Russland lebten 2010 912.090 Awaren und 48.646 Menschen, die sich nach verwandten Sprachen benannten. Die Volkszählung in Aserbaidschan ermittelte rund 50.900 Awaren in Aserbaidschan, wo sie in den Kreisen Zaqatala (51 %) und Balakän (48 %) die größten ethnischen Bevölkerungsgruppen bilden. Es gibt einige weitere Tausend Awaren in der Türkei und anderen Ländern.

## Sprache und Schrift

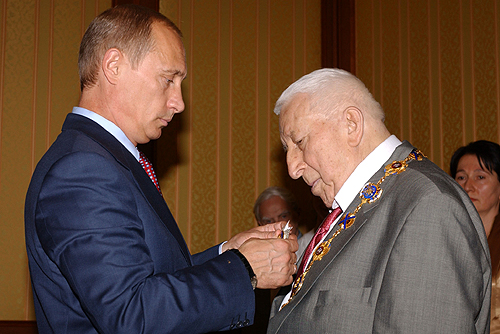
Bekanntester awarischer Dichter war Rassul Gamsatowitsch Gamsatow

Die Sprache der Awaren ist das Awarische und gehört zum Zweig der Ando-Awaro-Didoischen Sprachen innerhalb der Sprachfamilie der Nordostkaukasischen Sprachen im Sprachkomplex der Kaukasischen Sprachen.
Sie wurde im Mittelalter anfangs gelegentlich in georgischer Schrift, nach der Islamisierung in arabischer Schrift geschrieben. In den 1920er Jahren wurde ein Alphabet in lateinischer Schrift entwickelt, das 1938 durch ein kyrillisches Alphabet ersetzt wurde.

## Awaral und Awaren
Ob dieses Volk eine Beziehung zum historischen Reitervolk der Awaren hatte, oder ob es eine zufällige Namensgleichheit ist, ist bis dato nicht restlos geklärt. Mehrere Quellen deuten jedoch darauf hin, dass die Awaren im Kaukasus und die Steppenvölker im frühmittelalterlichen Zeitabschnitt verbündete Mächte waren und die Awaren in Dagestan Verbündeter der Steppenvölker waren. Das historische Zentrum der Awaren ist „Chunsach“. Das awarische Wort „Awarag“ bedeutet „Prophet, Sendbote, Messias“, das ähnliche turksprachige Wort Avar („Wanderer“, „Vagabund“) ist dagegen iranischer Herkunft.

## Name
Die arabische Bezeichnung des ersten awarischen Staates (vom 6. bis zum 13. Jahrhundert) war Ard as-Sarir. Nach den Berichten des arabischen Geographen und Reisenden Ahmad ibn Rustah (10. Jahrhundert) herrschte in diesem Land ein christlicher Regent mit dem Namen „Auhar“ (oder „Awhar“). Es wird angenommen, dass im Nordostkaukasus „Sarir – Awaria“ das christliche Land war.

## Geschichte

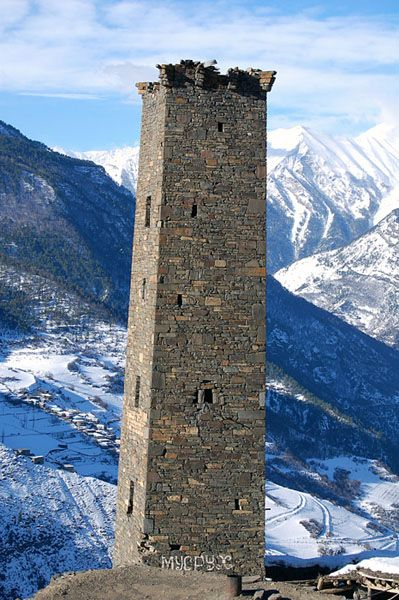
Awarischer Wehrturm in Musruh (Dagestan)

Die Awaren lebten anfangs im Osten einer Gruppe sprachlich verwandter Gebirgsvölker ando-awaro-didoischer Sprachen im gebirgigen Westen Dagestans, die Stammesreiche gründeten. Georgische Quellen des Mittelalters erwähnen neben den Awaren auch die Hunsibier und Didoer (Tsesen), zwei Stammesgruppen didoischer Sprachen als eigene Völker in der Nachbarschaft. Die awarischen Herrscher trugen den Titel Nuzal. Ab etwa 500 n. Chr. wird das Land zuerst in georgischen Quellen als Verbündeter der Alanen in Kaukasien (der heutigen Osseten) erwähnt und in der Folgezeit christianisiert. Muslimische Quellen des 10. und 11. Jahrhunderts, darunter al-Masudi und al-Istachri beschrieben Sarir noch als christliches Land. Um 900 erlebte es unter Nuzal Filan-Schah eine erste Blüte, geriet aber um 680 unter die Oberhoheit der Chasaren und nach dem Zusammenbruch dieses Reiches im 10. Jahrhundert unter die Oberhoheit des islamischen Kalifats und später der regionalen muslimischen Machthaber von Derbent und Schirwan und der Kumanen. In der Folgezeit, vom 11.–16. Jahrhundert konvertierten die Awaren und andere Gruppen der Region zum Islam. Bei der Islamisierung spielten, wie oft in Nordkaukasien, Wanderprediger des Sufismus eine Rolle. Nach den Mongolenzügen im 13. Jahrhundert wurde das Land unter Nutzal Emir Chunzak (1256–1306) dominierende Macht Dagestans, wurde aber nach 1400 von den Herrschern der Kumyken besiegt.

### Das awarische Chanat
Ende des 15. Jahrhunderts entstand der Staat als „Nuzal-Chanat“ um den Hauptort Tanusch neu und beseitigte 100 Jahre später im Bündnis mit anderen dagestanischen Völkern die Oberhoheit der Kumyken über Dagestan. Die Grenzkriege zwischen dem Osmanischen Reich und dem persischen Safawidenreich, die auch Dagestan einbezogen, nutzten die awarischen Chane und machte sich im 17. Jahrhundert unter persischer Oberhoheit zur führenden Macht des dagestanischen Berglandes. Umma I. Chan (gest. 1634, Veränderung des Namens „Umar“) kodifizierte das awarische Gewohnheitsrecht. Die Unruhen nach dem Untergang des Safawidenreiches überstanden die awarischen Nutzale mit wechselndem Kriegsglück. Umma II. Khan (gest. 1735) musste Niederlagen gegen die Darginer hinnehmen und unterstellte sich deshalb 1727 zeitweilig dem Schutz der russischen Zaren. Die Angriffe von Nadir Schah auf Dagestan konnten die dagestanischen Bergvölker 1742 wieder gemeinsam abwehren. Danach griffen zuerst die Lesgier und dann auch die Awaren unter Machmud Nuzal (gest. 1754) und ʿUmma-Chān III. die aserbaidschanischen und georgischen Fürstentümer an. Unter der Herrschaft von ʿUmma-Chān III. erreichte das Chanat von Awarien den Höhepunkt, so dass ihm zahlreiche Regionen bis hin nach Süd-Kaukasien Tribut zahlten.
Erst ein gemeinsamer russisch-georgischer Sieg 1799 beendete die Kriegszüge der Awaren nach Transkaukasien, und die Nuzal-Chane unterstellten sich 1801 erneut russischem Protektorat. Anfang des 19. Jahrhunderts erlebte das Fürstenhaus einen Prozess der Zersplitterung, und der Einflussbereich des Chanats schrumpfte auf die Ebene von Chunzach zusammen. Als Reaktion auf die Erzwingung unbedingten Gehorsams gegenüber dem Zaren rief Sultan Ahmad Chān um 1820 zum Abwehrkampf gegen Russland auf, den er als Dschihad deklarierte. Dies führte dazu, dass 1821 die Russen das Gebiet besetzten und dem Chan einen Militärberater zur Seite stellten.

### Das Nakschbandi-Imamat

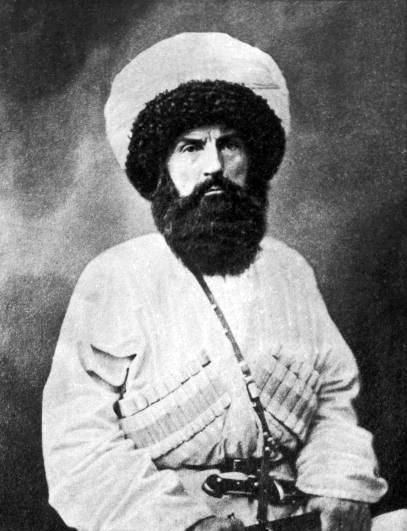
Schamil

Gegen die russische Kolonisierung und die mit ihnen teilweise kooperierenden einheimischen Fürsten bildete sich eine Sufi-Bewegung der Naqschbandiyya, die in Russland als Muridismus (russ. мюридизм) bezeichnet wurde. Unter Führung des Imams Ghazi Muhammad (russ. Kazi-Mullah/Кази-Мулла, Imam 1827–1832) setzten sich dagestanische Bergvölker ab ca. 1827 gegen dagestanische Fürsten und Russland zur Wehr (Kaukasuskrieg (1817–1864)), Tschetschenen und andere nordkaukasische Völker schlossen sich bald an. Der zweite Imam Hamzat Beg vernichtete 1834 die meisten Angehörigen der Nuzal-Familie, fiel aber im selben Jahr der Rache von Hadschi Murat zum Opfer. Dem dritten Imam Schamil gelangen einige international beachtete Erfolge gegen die russische Armee, bevor er sich 1859 ergab. Alle drei Nakschbandi-Imame waren Awaren. Ein kleinerer Teil der Awaren emigrierte ins Osmanische Reich. Die zeitweilige awarische Vorherrschaft in Dagestan führte zur Ausbreitung der awarischen Sprache, die andere regionale ando-awaro-didoische Sprachen zum Teil zurückdrängte. Der Naqschbandi-Sufismus ist bis heute in der Region sehr weit verbreitet.
Ein Versuch des Ibrahim-Chan, in den Jahren 1859 bis 1863 aus dem Lesgier-Chanat Mechtulin das Nuzal-Chanat wiederzuerrichten, scheiterte, weil Russland ihn ins Exil schickte.

### Nach der russischen Annexion
Im April 1864 wurde das Chanat endgültig abgeschafft und das Gebiet von den Russen annektiert. In der Sowjetunion kam das Gebiet zur ASSR Dagestan und nach 1926 wurden die Sprecher dieser Sprachgruppe zur Nationalität der Awaren zusammengefasst, die nur die awarische Sprache als Schrift- und Schulsprache verwendeten, wodurch die sprachliche Assimilation verstärkt wurde. Als die russische Volkszählung 2002 die anderen Sprachen erstmals seit der Volkszählung 1926 wieder erfasste, waren sie entweder ausgestorben, oder hatten zwischen zwei und über 20.000 Sprechern. Awarisch ist nach Russisch die meistgesprochene Sprache Dagestans.
Die sowjetischen Alphabetisierungs- und Industrialisierungsbestrebungen waren im traditionell sehr ländlichen Dagestan vergleichsweise spät – seit den 1950er Jahren – erfolgreich. Die Awaren sind praktisch vollständig alphabetisiert und leben inzwischen teilweise in Städten, vor allem in Machatschkala.